# Arcipelago Pitkjapaasi
L'arcipelago Pitkjapaasi (in russo архипелаг Питкяпааси; in finlandese Pitkäpaasi) è un gruppo di isole russe nella parte nord-orientale del golfo di Finlandia, costituito da diverse isole rocciose ricoperte da foreste di conifere. Si trovano nelle acque del mar Baltico. Amministrativamente fanno parte del Vyborgskij rajon dell'oblast' di Leningrado, nel Circondario federale nordoccidentale.

## Le isole
L'isola maggiore dell'arcipelago è Dolgij Kamen’ (Долгий Камень, in finlandese Pitkäpaasi), seguita da Krutojar (Крутояр, Essaari) e Sokolinyj (Соколиный, Ilmarinen). Di minore dimensione sono: Lyžnyj (Лыжный, Lyllysaari), Cholmistyj (Холмистый, Näckholm), Otradny (Отрадный, Haapaluoto) e Orlinyj (Орлиный, Kokkoluoto). Seguono per grandezza le piccole Vostočnyj Greben' (Восточный Гребень, Itäluoto), Zapadnyj Greben' (Западный Гребень, Länsiluoto), Degtjarnyj (Дегтярный), Galočij (Галочий), Malaja Otmel' (Малая Отмель) e Kamennaja Zemlja (Каменная Земля).
Le isole fanno parte della Riserva naturale statale Ingermanland (Ингерманландский заповедник). Sono situate a sud-est dell'isola Bol'šoj Pograničnyj. A sud-ovest dell'arcipelago si trovano tre piccole isole: Chemminginletto, l'isola di Pavel Messer e Vysokij Greben' (Хеммингинлетто, остров Павла Мессера, Высокий Гребень).
Sulle isole dell'arcipelago (Krutojar, Dolgij Kamen’, Otradny), sono stati trovati cumuli di pietre rituali, datati da scienziati scandinavi all'era vichinga (IX - XI secolo) e cinque labirinti scoperti dallo storico locale Arvo Pitkäpaasi.

## Storia
L'arcipelago passò dalla Svezia alla Russia nel 1721 ai sensi del Trattato di Nystad. Dal 1920 al 1940, apparteneva alla Finlandia, poi tornò alla Russia e fu incluso nell'URSS. Fino al 1944, c'era un villaggio finlandese a Pitkäpääsi chiamato Pitkäpaade. Si trovava su due isole: la maggior parte sull'isola di Pitkäpaasi, la più piccola su Essari (ora Krutojar).